# Carex hultenii
Carex hultenii là một loài thực vật có hoa trong họ Cói. Loài này được Aspl. mô tả khoa học đầu tiên năm 1954.